# Обільне (Кальміуський район)
Обі́льне — село Старобешівської селищної громади Кальміуського району Донецької області, Україна. Населення становить 250 осіб.

## Загальні відомості
Відстань до райцентру становить близько 14 км і проходить автошляхом Т 0508.
Із 2014 р. внесено до переліку населених пунктів на Сході України, на яких тимчасово не діє українська влада.

## Історія
У 19 столітті село називалося Папкове. У 1886 році село входило до складу Авдотьїнської волості Бахмутського повіту, у селі налічувалося 93 подвір'я, населення становило 602 людини.

## Населення
За даними перепису 2001 року населення села становило 250 осіб, із них 74 % зазначили рідною мову українську, 22 % — російську, 2,8 % — молдовську та 1,2 % — грецьку мову.
| Рік             | 1886 | 1908 | 2001 |
| Кількість, осіб | 602  | 854  | 250  |

## Видатні мешканці
- Бокій Григорій Петрович — Герой Соціалістичної Праці.
- Задорожна Тамара Григорівна (* 1936) — Герой Соціалістичної Праці.